# 妹选拔☆总选举
《妹选拔☆总选举 ～365位妹妹的恋爱宣言～》是NEXTON旗下游戏品牌Latte开发的恋爱冒险類型成人游戏，简称《妹选拔☆总选举》，于2011年12月22日发售。Fan disc于次年7月27日发售，简称《第二回 妹选拔☆总选举》或《第二回 妹选拔》。

## 游戏系统
《妹选拔☆总选举》采用恋爱冒险的游戏方式，玩家在游戏中大部分时间将扮演本作的主角。玩家游玩时需要阅览屏幕上显示的文本以了解故事情节和人物间的对话，这些文字会与人物的Live2D和背景同时出现以表示对话的对象。玩家在故事中会遇到代替背景和人物拼合图的计算机图像。
《妹选拔☆总选举》拥有多条剧情分支路线，每条线路的结局并不相同，玩家需要通过选择影响之后的剧情路线于游戏结局。各结局分别对应橘四叶、橘茉莉、橘柊四位女主角，通关以上路线后会解锁外传后宫路线。玩家在某些情况下需要按游戏中文本的提示做出选择，对话框的下一段文本在做出选择前并不会显示，需要反复载入选项页面并做出不同的选择才能浏览不同路线的剧情。
《第二回妹选拔☆总选举》也拥有多条剧情分支线路，但玩家仅需要在游戏开始前选择想要游玩的路线，即可游玩相应的剧情路线，过程中亦无须作任何选择。
本系列作品的角色之间的关系带有一定的性意味。有关场景包括手交、口交、乳交、性交等。

## 情节

### 妹选拔☆总选举
橘蒿太与妹妹橘菊花自幼共同生活在一起。4月1日这天，妹妹橘菊花的生日，常年在外的父亲突然告诉他们，其实橘蒿太还有364个妹妹，并且将和他们在同一学校就读。
开学当天的典礼结束后的赏花大会上，因妹妹们都想与哥哥橘蒿太亲近而不可避免的爆发了一场混乱。为此，妹妹们对今后该怎样接受哥哥的举止展开讨论，最终决定成立选举管理委员会，并按照妹妹们的主张成立了三个党派。
之后三个党派的代表住进了橘蒿太家，开始共同生活。在学校，橘蒿太也与妹妹们一同度过。最终，选举也顺利结束，得到了大家都想要的结果。

### 第二回妹 选拔☆总选举
四叶后日谈
在最后的选举中，四叶所领导的自妹党获得了胜利，四叶与哥哥也确定了彼此的心意。经过大家的努力，学园祭也顺利经行。就这样度过了平凡的日常。
茉莉后日谈
在最后的选举中，茉莉所领导的妹维新会取得胜利，茉莉也与哥哥确定了彼此的关系，但茉莉因故需要出国一段时间。从国外归来后，茉莉与哥哥一同度过了平凡的日常。
柊后日谈
在最后的选举中，柊所领导的妹幸福实现党取得胜利，柊与哥哥确定了关系。柊与哥哥度过着平凡的日常，一次抽奖时得到了温泉旅行的机会，最终决定由柊和哥哥一同前往。
菊花后日谈
在最后的选举中，三个党派奇迹般的获得了相同的支持率，于是，经过讨论决定成立联合政权共同管理。经过与哥哥的共同生活，菊花、四叶、茉莉与柊也确定了自己的心意，想要与哥哥成为恋人，但蒿太却在极力躲闪，进过菊花等人的努力，最终蒿太与妹妹们确定了关系。按照联合政权的决定，蒿太将轮流去妹妹们的宿舍留宿。
后宫后日谈
在最后的选举中，三个党派奇迹般的获得了相同的支持率，于是，经过讨论决定成立联合政权共同管理。菊花、四叶、茉莉与柊也确立的与哥哥的关系。
一个月后，又出现了一位妹妹橘阿尔特米希亚，并且成为了橘学园的教师。了解到菊花等4人是蒿太的后宫后，决定也要加入哥哥的后宫，同时成立了新的政党“站起来妹妹党”。由此，第二次选举也来开帷幕。
最终，站起来妹妹党大获全胜，受到了全体妹妹的支持。橘阿尔特米希亚也与哥哥确立了关系，其余的妹妹们也在新政权的领导下轮流留宿橘家。

## 登场角色
橘蒿太
本作的主人公，大家的哥哥。成绩与运动神经都一般的普通人，对突然出现的众多妹妹虽然有些困惑，但很快就适应了，对妹妹们也很温柔。
橘菊花（声优：藤乃理香）
自幼和哥哥两人一起生活，憧憬有个热闹的家。作为选举管理委员长。
橘四叶（声优：枫真琴）
妹妹中最年长的。有些天然，也很努力。之前的学校中与蒿太在同一个社团。进入橘学园后作为新生代表在开学典礼上发言。是自妹党的党首。
橘茉莉
蒿太的妹妹之一。对自己要求严格，但对其他人很温柔。在做模特，其他妹妹中也有很高的人气。是妹维新会的党代表。
橘柊（声优：桃井莓）
蒿太的妹妹之一。有着预知能力，可以察觉到哥哥会遇到的危险。妹幸福实现党的总裁。
橘阿尔特米希亚（声优：倉田まりや）
于Fan Disc《第二回 妹选拔》登场。橘蒿太的妹妹之一，昵称为＂阿尔＂。连续跳级并获得博士学位，但生活能力很差。站起来妹党的党代表。
美纱（声优：倉田まりや）
阿尔制作的机器人，长相与阿鲁相同。
橘白音
蒿太的妹妹之一。第一宿舍舍长，喜欢小提琴。
橘蒲公英
蒿太的妹妹之一。
橘初雪（声优：葉村夏緒）
蒿太的妹妹之一。
橘草莓
蒿太的妹妹之一。
橘希亚
蒿太的妹妹之一，妹维新会副会长。
橘御伽
蒿太的妹妹之一。
橘藤子
蒿太的妹妹之一。擅长射击。
橘胡桃
蒿太的妹妹之一。
橘榊（声优：葵时绪）
蒿太的妹妹之一。
橘朱美
蒿太的妹妹之一。
橘蔷薇（声优：葉村夏緒）
蒿太的妹妹之一。
橘合欢（声优：葵时绪）
蒿太的妹妹之一。
橘柑子
蒿太的妹妹之一。
橘草太
橘蒿太和妹妹们的父亲。常年在外。

## 用语解释
橘学园
主人公橘蒿太与妹妹们就读的学校，也是本系列作品的主要舞台之一。校长是主人公的父亲橘草太，校内工作人员为妹妹们的母亲们。
选举管理委员会
为了管理妹妹们对哥哥的不同要求而成立的政党，用来规范各个党派的宣传等行为，以及进行小选举。由中立派橘花任委员长。
自由妹党
简称自妹党，由橘四叶任党代表，口号是“快乐地和哥哥度过每一天！”认为哥哥和妹妹应该无论何时都很要好，妹妹在各方面照顾哥哥、对哥哥撒娇，
妹维新会
由橘茉莉任代表，口号是“用自己双手打造理想的哥哥！”目标是打造一个人人憧憬、我们可以引以为豪的哥哥！
妹幸实现党
由橘柊任总裁，口号是“哥哥大人的幸福第一”，希望哥哥幸福。
站起来妹妹党
由橘阿尔特米希亚任代表，口号是“和哥哥在一起！~堂堂正正的妹妹后宫~”。

## 开发
是Tactics*Latte更名为Latte后的第一部作品，由花七立项，剧本由花七、小泽裕树、合作撰写，原画则有神剑樱花与共同担任。背景音乐由sawamurah创作。主题曲《Colorful♥Mirrors》由作编曲，kirina作词并演唱。
是latte发布之后的又一部作品，主要创作者基本与前作相同，剧本由、小泽裕树合作撰写，原画由神剑樱花、MtU担任。背景音乐与主题曲延用了前作的背景音乐与主题曲。

## 发行
2011年9月30日，Latte开设了《妹选拔》的官方网站。10月，在Youtube上发布了三部视频，均为游戏中党派的政见介绍。11月，发布了游戏的开场动画。12月16日，发布了游戏中主要角色的讨论。于2011年12月22日正式发行，同时兼容Windows XP/Vista/7。
2012年5月30日，《第二回 妹选拔☆总选举》官网设立。次月21日，于Youtube发布了新角色橘阿尔特米希亚的政见介绍。2012年7月27日正式发售，同时限量发售了了与前作的捆绑包。

## 评价
在日本美少女游戏暨动漫相关商品销售网站Getchu屋的2011年12月最畅销游戏排行榜第12名，亦被票选为2011年12月第9佳的视觉小说游戏。在杂志《PCpress》的2011年12月销量排行榜上则排名第8，次月排名也达到了第39位。
在日本美少女游戏暨动漫相关商品销售网站Getchu屋的2012年7月销售量排名第15名，在《PCpress》上排名第20位。于2012年度的萌系游戏大赏获低价组银奖，前PC Angel neo的主编高木敬介认为其颠覆了对低价作品的印象。